# روز حساب (فیلم ۲۰۱۳)
«روز حساب» (به چینی: 世界末日) فیلمی کمدی-درام از سینمای سنگاپور است که سال ۲۰۱۳ منتشر شد.